# Kinderradiologie
Die Kinder- und Jugendradiologie ist ein Teilgebiet der Radiologie und damit der Medizin. Ziel ist die radiologische Bildgebung beim Kind und beim Jugendlichen unter spezieller Berücksichtigung der individuellen, altersbezogenen physischen und psychischen Belange. Hierbei spielt auch der Strahlenschutz eine wesentliche Rolle, um die notwendige Diagnostik am Kind so dosisarm wie möglich zu gestalten. Da Kinder keine „kleinen Erwachsenen“ sind, sind fundierte Kenntnisse der pädiatrischen Krankheitsbilder erforderlich.
Laut Weiterbildungsordnung ist die Kinder- und Jugendradiologie eine Schwerpunktkompetenz, die Fachärzte für Radiologie erlangen können. Die Weiterbildungszeit beträgt 24 Monate.

## Diagnostik

### Sonografie (Ultraschall)

Ultraschalluntersuchung beim Säugling

Die Sonografie stellt eines der wichtigsten bildgebenden Verfahren in der Kinderradiologie dar. Sie nimmt hier einen wesentlich höheren Stellenwert ein als in der Allgemeinen beziehungsweise Erwachsenenradiologie. Zum einen ist es ein universell einsetzbares, kostengünstiges Verfahren, welches ohne Strahlenbelastung und ohne bekannte Nebenwirkungen durchgeführt werden kann. Zum anderen allerdings stellt es als sehr vom Untersucher abhängiges Verfahren hohe Anforderungen an die Expertise und Fähigkeiten des Untersuchenden. Die Bildqualität der sonographischen Untersuchungen an Kindern ist aufgrund des im Vergleich zum Erwachsenen viel niedrigeren Körpervolumens meist wesentlich besser, so dass in der Kinderradiologie die Sonografie vielfach die aufwändigere Schnittbild-Diagnostik wie Computertomographie (CT) und Magnetresonanztomographie (MRT) ersetzen kann.

### Röntgenuntersuchungen
Die Röntgenuntersuchungen in der Kinderradiologie erfolgen prinzipiell ähnlich denen in der Erwachsenenradiologie, wenn auch mit einigen Unterschieden. So sind beispielsweise spezielle Aluminium-Kupfer-Filter vorgeschrieben, um die Dosis der Röntgenstrahlen zu minimieren. Bei der Untersuchung von Säuglingen und Kleinkindern kommen spezielle Haltevorrichtungen, beispielsweise sogenannte Babixhüllen, zum Einsatz, um den Patienten zu fixieren.

### Durchleuchtung
Auch bei einer Durchleuchtung verlaufen die Untersuchungen ähnlich zur Erwachsenenradiologie. Insbesondere bei Säuglingen und Kleinkindern werden meist wasserlösliche Kontrastmittel verwendet. Die häufigsten Untersuchungen beziehungsweise Fragestellungen betreffen den Magen-Darm-Trakt.

### Angiografie
Angiografien im Kindesalter stellen eine Seltenheit dar. In der Regel wird versucht eine Gefäßdarstellung mit anderen Modalitäten, also Sonographie/Dopplersonographie oder MR-Angiografie, nur selten als CT-Angiographie zu erreichen. Bei bestimmten Gefäßerkrankungen, wie beispielsweise einer fibromuskuläre Dysplasie, oder bestimmten postoperativen Zuständen, unter anderem nach Leber- oder Nierentransplantationen, kann sie jedoch erforderlich sein; insbesondere dann, wenn eine Intervention durchgeführt werden soll.

### Magnetresonanztomographie (MRT)
Die MRT, auch Kernspintomographie genannt, ist das „große“ Schnittbildverfahren der Wahl in der Kinderradiologie, wenn die Fragestellungen durch eine Sonografie nicht beziehungsweise nicht ausreichend geklärt werden können, da diese Untersuchungsmethode im Gegensatz zur CT ohne Röntgenstrahlung auskommt und zudem wesentlich mehr Möglichkeiten bietet. Der Nachteil ist allerdings die Untersuchungsdauer von bis zu 1,5 Stunden (beispielsweise bei einer Ganzkörper-MRT) und die hohe Anfälligkeit für Bewegungsartefakte, so dass Säuglinge und Kleinkinder meist sediert werden müssen.

### Computertomographie (CT)
Aufgrund der vergleichsweise hohen Strahlenbelastung wird die Computertomographie in der Kinderradiologie wesentlich seltener eingesetzt als in der Erwachsenenradiologie. Wenn immer möglich wird man versuchen weniger strahlenbelastende Alternativen, wie die Sonografie oder die MRT, zum Einsatz zu bringen. Insbesondere Fragestellungen zur Lunge erfordern aber dennoch oft eine CT, da diese das Lungenparenchym am besten beurteilen lässt. Auch in der Notfalldiagnostik hat die CT ihren festen Stellenwert.

## Ausbildung

### Facharzt für Radiologie – Schwerpunkt Kinder- und Jugendradiologie
Um in Deutschland als Kinder- und Jugendradiologe tätig werden zu können, muss nach Abschluss einer Weiterbildung zum Facharzt für Radiologie eine mindestens 24 Monate umfassende Schwerpunktweiterbildung in Kinder- und Jugendradiologie mit Erfolg absolviert werden.